# Fédération française de cyclisme
Ne doit pas être confondu avec Fédération française de cyclotourisme.
Pour les articles homonymes, voir FFC.
La Fédération française de cyclisme (ou FFC) organise les disciplines cyclistes en France. Ces disciplines sont : le cyclisme sur route, le vélo tout terrain, le cyclisme sur piste, le cyclo-cross, le BMX, le cyclisme en salle, le paracyclisme et le polo-vélo. La FFC est membre de l'Union cycliste internationale et de l'Union européenne de cyclisme.
Depuis janvier 2014, le centre national du cyclisme, siège de la FFC, est installé dans le vélodrome national de Saint-Quentin-en-Yvelines, situé rue Laurent Fignon à Montigny-le-Bretonneux.
La pandémie de COVID-19 a affaibli la FFC en voyant son nombre d'adhérents baisser puisque le nombre total de licenciés FFC, a décru, en 2020, de 7,9 % par rapport à 2019, et même de 10,5 % pour les licences « compétition ».

## Histoire
La bicyclette, inventée en Angleterre en 1879, connu tout de suite un franc succès qui se propagea en France bien longtemps après les années 1890. En 1881 fut fondée l’Union vélocipédique de France, qui devint ensuite la Fédération française de cyclisme. Le premier vélodrome vit le jour en 1890, et parallèlement les compétitions sur route prirent de l’ampleur. En 1891, le journal Vélo Sport organisa le premier Bordeaux-Paris, mais c’est le Tour de France, imaginé par le directeur de L'Auto-Vélo, Henri Desgrange, qui consacra le cyclisme comme une grande pratique sportive populaire.
En février 1942, l'U.V.F. prend la dénomination de Fédération française de cyclisme.

### Identité visuelle: Logo

Logo de la FFC jusqu'en 2009
Logo à partir de 2009

## Rôle et fonctionnement de la FFC

### Présidents successifs
Depuis 1941, la Fédération française de cyclisme a eu successivement pour président : 
| Nom | Nom                  | Dates du mandat | Dates du mandat | Autres fonctions |
| --- | -------------------- | --------------- | --------------- | --- |
|     | Louis Zwahlen        | 1941            | 1942            | 1er président |
|     | César Banino         | 1942            | 1943            | |
|     | Roger Mequillet      | 1944            | 1944            | |
|     | Achille Legros       | 1944            | 1945            | Président de l'UVF en 1940 |
|     | Achille Joinard      | 1945            | 1957            | Président par intérim en 1943 Président de l'UCI de 1947 à 1957 |
|     | Louis Doreau         | 1957            | 1960            | |
|     | Louis Daugé.         | 1960            | 1966            | Président du Bicycle Club Rémois Président du Comité de Champagne Vice-président de l'UCI |
|     | Fernand Clerc        | 1966            | 1968            | Vice-président du comité directeur de la Fédération française depuis 1959 |
|     | Ulysee Suant         | 1969            | 1972            | Président du comité du Poitou depuis 1941 Vice-président de la F.F.C. depuis 1959. |
|     | Olivier Dussaix      | 1973            | 1978            | |
|     | Germain Simon        | 1979            | 1988            | |
|     | François Alaphilippe | 1989            | 1992            | |
|     | Daniel Baal          | 1993            | 2000            | Vice-président de l'UCI de 1997 à 2001 Directeur adjoint du Tour de France de 2001 à 2004 Vice-président de l'UEC de 2009 à 2013 |
|     | Jean Pitallier       | 2001            | 28 février 2009 | |
|     | David Lappartient    | 28 février 2009 | 11 mars 2017    | Président du Vélo Sport de Rhuys de 1997 à 2007 Trésorier général de la FFC de 2001 à 2005 Vice-président de la FFC de 2005 à 2009 Maire de Sarzeau de 2008 à 2021 Président de l'UEC de 2013 à 2017 Vice-président de l'UCI de 2013 à 2017 Président de l'UCI depuis 2017 Président du conseil départemental du Morbihan depuis 2021 Président du CNOSF depuis 2023 |
|     | Michel Callot        | 11 mars 2017    | en cours        | Président du comité régional Rhône-Alpes de 2005 à 2007 Président du Conseil fédéral de la FFC de 2015 à 2017 |

### Bureau exécutif
Il se compose d'un président, d'un secrétaire général, d'un trésorier général et de vice-présidents.

#### Composition du Bureau exécutif élu en 2021
En 2021, le bureau exécutif est renouvelé. Michel Callot est réélu à la tête de la FFC avec 93,42% des voix contre 6,58% pour son adversaire Cyrille Guimard.
- Président : Michel Callot (coordination de la politique sportive)
- Secrétaire général : Yannick Pouey (piste)
- Trésorier général : Gilles Da Costa (international et plan de développement territorial)
- Vices-présidents : Marie-Françoise Potereau (plan de féminisation et athlètes de haut niveau), Marc Tilly (route), Cathy Moncassin (activités jeunes et monde scolaire), Eric Jacoté (VTT), Sylvain Duployer (BMX, cyclo-cross et cyclisme urbain), Patrick Cluzaud (communication).

### Directeurs techniques nationaux successifs
- 1970-1980 : Richard Marillier[25]
- 1980-1996 : Lucien Bailly[25]
- 1996-2009 : Patrick Cluzaud[25]
- 2009 - Avril 2013 : Isabelle Gautheron
- Juin 2013 - Mars 2017 : Vincent Jacquet[26]
- Depuis juin 2017 : Christophe Manin[27]

## Organisation du sport cycliste par la FFC

### Cyclisme sur route

#### Hommes

##### Catégories de coureurs
Les coureurs licenciés à la FFC « titulaires d'un contrat de travail rémunéré avec une structure reconnue par l'UCI (UCI ProTeam, équipe continentale professionnelle, équipe continentale) sont détenteurs d'une licence Élite Professionnel. Les autres coureurs du secteur compétition sont répartis en 1re, 2e et 3e catégorie sur la base du classement par points FFC de l'année précédente qui prendra en compte les 15 meilleurs résultats points. » Les coureurs âgés de 17 et 18 ans dans l'année sont en catégories juniors et les coureurs de 19, 20, 21 et 22 ans dans l'année en catégorie « moins de 23 ans », à l'exception de ceux membres d'UCI ProTeams qui sont qualifiés d'Élite Professionnel.

##### Calendrier de courses
L'Union cycliste internationale régit le calendrier international (UCI World Tour, circuits continentaux, calendriers internationaux juniors et moins de 23 ans). Les fédérations nationales sont compétentes pour « la gestion du calendrier national, sa structure, la classification des épreuves nationales et les règles de participation. » Seules les équipes continentales françaises, les équipes régionales et de club, les équipes nationales et les équipes mixtes, peuvent participer aux épreuves nationales françaises. Les UCI ProTeams et les équipes continentales professionnelles ne peuvent donc pas y prendre part. Ces épreuves peuvent accueillir maximum trois équipes étrangères.
Les épreuves nationales les plus importantes du calendrier FFC sont les courses « Élite nationale ».

##### Structures labellisées par la FFC
La FFC labellise en Division nationale 1, 2 et 3 (DN1, DN2, DN3) les clubs y postulant et respectant les critères définis par la fédération et organise la Coupe de France des clubs cyclistes pour les trois divisions. Structures classées par ville d'appartenance puis éventuellement par ordre alphabétique.
| Critères DN1 |
| --- |
| Pour être labellisé DN1 par la FFC, un club doit avoir : - Un effectif de 10 coureurs déclarés en catégorie 1. - Un budget minimum de 250 000 euros (€). - Un entraîneur salarié à temps-plein. - Un directeur sportif salarié à mi-temps minimum. |

| Critères DN2                                                         |
| -------------------------------------------------------------------- |
| Pour être labellisé DN2 par la FFC, un club doit avoir : À compléter |

| Critères DN3                                                         |
| -------------------------------------------------------------------- |
| Pour être labellisé DN3 par la FFC, un club doit avoir : À compléter |

| Équipes ↓ Années →                            | 12 | 13 | 14 | 15               | 16               | 17               | 18  | 19  | 20     | 21     |
| --------------------------------------------- | -- | -- | -- | ---------------- | ---------------- | ---------------- | --- | --- | ------ | ------ |
| Aix-en-Provence, AVC Aix-en-Provence          | 1  | 1  | 1  | 1                | 1                | 1                | 1   | 1   | 1      |        |
| Albi TBC, Occitane CF                         |    |    |    | 1                | 1                | 1                | 1   | 2   | 2      |        |
| Besançon, AC Bisontine                        |    |    |    | 2                |                  | 2                |     |     |        |        |
| Blagnac, GSC Blagnac Vélo Sport 31            |    |    |    | 1                | 1                | 1                | 1   | 1   | 1      |        |
| Bourg-en-Bresse, Bourg-en-Bresse AC           |    |    |    | 2                |                  |                  | 1   | 1   | 1      |        |
| Brest, BIC 2000                               | 1  |    | 1  | 1                |                  |                  |     |     |        |        |
| Châlette-sur-Loing, Guidon chalettois         | 1  |    | 1  | 2                |                  |                  |     |     | 1      |        |
| Chambéry, Chambéry CF                         | 1  |    | 1  | 1                |                  |                  |     |     | 1      |        |
| Chartres, VS chartrain                        | 2  | 2  | 2  | 2                | 2                | 2                | 2   | 2   | 2      |        |
| Charvieu-Chavagneux, Charvieu-Chav. IC        |    |    |    | 2                |                  |                  |     |     | 1      |        |
| Cholet, UC Cholet 49                          |    |    |    | 2                |                  |                  | 2   | 2   |        |        |
| Cournon-d'Auvergne, Pro Immo N. Roux          |    |    | 1  | 1                |                  |                  |     |     |        |        |
| Dammarie-lès-Lys, Peltrax-CS Dam.-lès-Lys     |    |    |    | 2                |                  |                  |     |     |        |        |
| Dijon, SCO Dijon                              | 1  |    | 1  | 1                |                  |                  |     |     |        |        |
| Douai, ESEG-Douai-Origine Cycles              | 1  |    | 1  | 1                |                  |                  |     |     |        |        |
| Étupes, CC Étupes                             | 1  |    | 1  | 1                |                  |                  |     |     |        |        |
| Gond-Poutouvre, Top 16                        | 1  |    | 1  | 1                |                  |                  |     |     |        |        |
| Guéret, Creuse Oxygène Guéret                 |    |    |    | 2                |                  |                  |     |     |        |        |
| Haguenau, Team Rémy Meder                     |    |    |    | 2                |                  |                  |     | N/A | N/A    | N/A    |
| La-Roche-sur-Yon, Vendée U                    | 1  |    | 1  | 1                |                  |                  |     |     |        |        |
| Loudéac, VC Pays de Loudéac                   | 3  | 2  | 2  | 2                | 1                | 1                | 1   | 1   | 1      |        |
| Martigues, Martigues Sport Cyclisme           |    |    |    | 2                |                  |                  |     | 2   |        |        |
| Montauban, US Montauban 82                    |    |    |    | 2                |                  |                  |     | N/A | N/A    | N/A    |
| Nantes, UC Nantes Atlantique                  | 1  |    | 1  | 1                |                  |                  |     |     |        |        |
| Nogent-sur-Oise, CC Nogent-sur-Oise           | 1  |    | 1  | 1                |                  |                  |     |     |        |        |
| Noyal-Châtillon, Sojasun espoir-ACNC          | 1  |    | 1  | 1                |                  |                  |     |     |        |        |
| Pavilly, USSA Pavilly Barentin                |    |    | 1  | 1                |                  |                  |     | 3   | 2      |        |
| Périgueux, CC Périgueux Dordogne              |    |    |    | 2                |                  |                  |     |     | 2      |        |
| Pons, A.PO.GÉ Team U Cube 17                  |    |    |    | 2                |                  |                  |     |     |        |        |
| Raismes, EC Raismes Petite-Forêt              | 2  |    |    | 2                |                  |                  |     |     | 2      |        |
| Roanne, CR4C Roanne                           | 1  |    | 1  | 1                |                  |                  |     | 1   | 2      |        |
| Rouen, VC Rouen 76                            | 1  |    | 1  | 1                |                  |                  |     |     |        |        |
| Sablé-sur-Sarthe, Sablé Sarthe Cyclisme       |    |    |    | 2                | 2                | 2                | 3   | 3   | 3      |        |
| Saint-Brieuc, Côtes d'Armor Marie Morin 22    |    |    |    | 2                |                  |                  |     |     |        |        |
| Saint-Étienne, EC Saint-Étienne Loire         | 1  |    | 1  | 1                |                  |                  |     |     |        |        |
| Saint-Germain-en-Laye, Armée de terre         | 1  | 1  | 1  | Éq. continentale | Éq. continentale | Éq. continentale | N/A | N/A | N/A    | N/A    |
| Soustons, Entente Sud Gascogne                | 1  |    |    | 3                | 3                | 3                | 3   | 3   |        |        |
| Toucy, VC Toucy-Élite Restauration 89         |    |    |    | 2                |                  |                  |     |     | 2      |        |
| Vaulx-en-Velin, Vulco-VC Vaulx-en-Velin       | 1  |    | 1  | 1                |                  |                  |     |     |        |        |
| Villefranche-sur-Saône, VC Villef. Beaujolais |    |    |    | 2                |                  |                  | 2   | 1   |        |        |
| Villeneuve Saint-Germain, CC V. St-Germ.      | 1  | 1  | 1  | 1                | 1                | 1                | 1   | 1   | N/A    | N/A    |
| Équipe                                        |    |    |    |                  |                  |                  |     |     |        |        |
| Équipe                                        |    |    |    |                  |                  |                  |     |     |        |        |
| Équipe                                        |    |    |    |                  |                  |                  |     |     |        |        |
| Équipe                                        |    |    |    |                  |                  |                  |     |     |        |        |
| Équipe                                        |    |    |    |                  |                  |                  |     |     |        |        |
| Références                                    |    |    |    |                  |                  |                  |     |     | [ 31 ] | [ 32 ] |

En 2015, 35 équipes forment la DN3.
En 2016, les 20 équipes de DN1 sont : l'AVC Aix-en-Provence, le BIC 2000, le CC Étupes, le CC Nogent-sur-Oise, le CC Villeneuve Saint-Germain, le Chambéry CF, le CR4C Roanne, le GSC Blagnac Vélo Sport 31, le Guidon chalettois, l'Occitane CF, Océane Top 16, Pro Immo Nicolas Roux, Probikeshop Saint-Étienne Loire, le SCO Dijon, le Sojasun espoir-ACNC, l'UC Nantes Atlantique, le VC Pays de Loudéac, le VC Rouen 76, Vendée U et le Vulco-VC Vaulx-en-Velin. Les 22 équipes de DN2 sont : l'A.PO.GÉ U Charente-Maritime, l'AC Bisontine, Bourg-en-Bresse Ain, le CC Périgueux Dordogne, Charvieu-Chavagneux Isère, Côtes d'Armor-Marie Morin, Creuse Oxygène Guéret, l'EC Raismes Petite-Forêt, l'ESEG Douai-Origine Cycles, le Martigues SC-Drag Bicycles, le Peltrax-CS Dammarie-lès-Lys, le POC Côte de Lumière, Rémy Meder Haguenau, Sablé Sarthe, le SC Nice Jollywear, l'UC Cholet 49, l'US Montauban 82, l'USSA Pavilly Barentin, le VC Toucy, le VC Unité Schwenheim, le VC Villefranche Beaujolais et le VS Chartrain. 34 équipes forment la DN3.
En 2020, les 21 équipes sélectionnées pour la DN1 sont : l'AVC Aix-en-Provence, Bourg-en-Bresse Ain Cyclisme, CC Etupes, CC Nogent-sur-Oise, Chambéry CF, Charvieu-Chavagneux IC, Côtes d’Armor-Marie Morin-Véranda Rideau, Dunkerque Littoral Cyclisme, EC Saint-Etienne Loire, GSC Blagnac Vélo Sport 31, Guidon Chalettois, Laval Cyclisme 53, Océane Top 16, SCO Dijon, Sojasun espoir-ACNC, Team Pro Immo Nicolas Roux, Team U Nantes Atlantique, VC Pays de Loudéac, VC Rouen 76, VC Villefranche Beaujolais et Vendée U-Pays de la Loire.

### Structures affiliées
La Fédération française de cyclisme travaille en collaboration avec plusieurs organismes de formation professionnelle. Parmi eux, les Moniteurs Cyclistes Français (MCF) jouent un rôle central dans la formation des éducateurs et moniteurs spécialisés, notamment en VTT. Le réseau MCF contribue à la structuration du métier d’encadrant cycliste et à la promotion des bonnes pratiques dans l’encadrement sportif,.

## Publications
De 1946 à 2014, la FFC publie la revue La France cycliste, diffusé en kiosques à partir de 1996. La fin de la publication est annoncée en octobre 2014, ainsi que son remplacement par un nouveau magazine bimestriel à partir de 2014.